# 非洲橫向佔領政策
非洲橫向佔領政策，又稱東西軸心計畫及橫斷政策，是法國於19世紀提出的非洲殖民地佔領政策。該政策目的是佔領橫跨非洲撒哈拉沙漠的一大片土地，由非洲東岸延伸至非洲西岸。該政策最後以英國成功切斷非洲，法方失敗告終。

## 起因

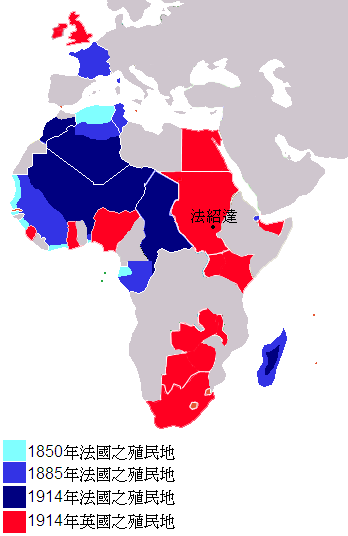
法國擴張至蘇丹時被英屬蘇丹所阻，而最終失敗完成非洲橫向佔領政策。

法國首先於1830年佔領了阿爾及利亞，後再佔領了一些非洲東岸的小片土地。後來，法國對非洲產生興趣，企圖佔領大片非洲殖民地，成為非洲最強的殖民者。

## 經過
19世紀末，法國開始向東擴張。法國的最終目的是完成佔領大部份北非的撒哈拉沙漠，因此目的是連接非洲東岸和紅海，形成法國壟斷的優勢。法國希望能夠連接法屬西非或阿爾及利亞和法屬吉布提。因此法國先後佔領了現今的摩洛哥、阿爾及利亞、突尼西亞、毛里塔尼亞、塞內加爾、尼日爾、馬里、幾內亞、科特迪瓦、布吉納法索、貝南、加蓬、中非共和國、剛果共和國、查德、多哥和喀麥隆，幾乎整個西非都在法國的掌控下。但當法國擴展到英屬蘇丹時，卻被英軍阻擋其推進。為了爭奪於非洲的霸權、利益，殖民地，壟斷等，於是英、法兩國爆發法紹達事件，結果是英國戰勝，法國只好退回查德，讓步予英國，並將於蘇丹的權力交予英國。這樣一來，法國便失敗推行其非洲橫向佔領政策，無法連接其東岸殖民地吉布提與西部大片殖民地。

## 影響
非洲橫向佔領政策的失敗奠定了英國於非洲的霸權，法國屈居第二的事實，和法國擴張停止的转折点。

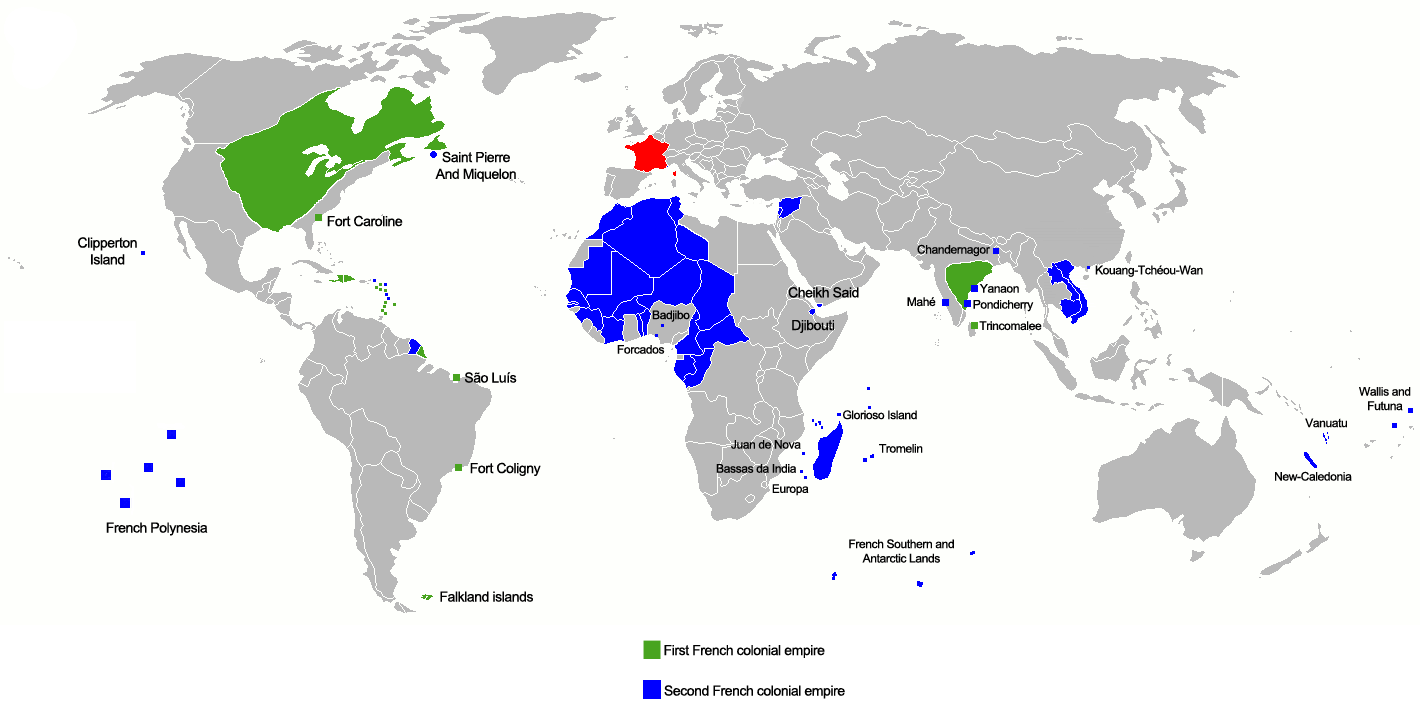
由地圖中可以清楚看出，法國幾乎壟斷了整個西非，但始終無法成功佔領英國殖民地如埃及或蘇丹，完成其非洲橫向佔領政策。